# Quarteira

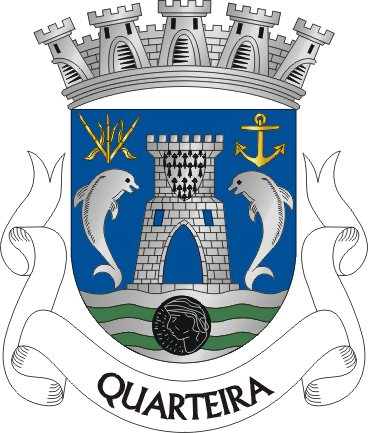
Stema Quarteira

Quarteira este un oraș în Loulé, Portugalia.